# SKN Sabres St. Pölten
Die SKN Sabres St. Pölten sind eine österreichische Fraueneishockeymannschaft aus St. Pölten.

## Geschichte
Der Verein wurde im Jahr 1999 in Wien gegründet und spielt seit der Saison 1999/2000 in der österreichischen Dameneishockey-Staatsmeisterschaft. Die Vereinsfarben sind schwarz-gelb, die Heimspiele werden in der Wiener Albert-Schultz-Halle ausgetragen. Mit bisher 18 Staatsmeistertiteln (2002 bis 2005, 2007, 2008, 2010, 2011, 2012, 2013, 2014, 2015, 2016, 2017, 2018, 2019, 2021, 2022) sind die Sabres das erfolgreichste Team im österreichischen Fraueneishockey.
Zusätzlich gewann der Verein bereits sechsmal, 2004, 2010/11, 2011/12, 2014/15, 2015/16 und 2017/18 die Damen-Eliteliga Elite Women’s Hockey League, in der Teams aus Slowenien, Italien und Ungarn, Slowakei, Kasachstan und Dänemark mitspielen. In den Saisonen 2014/15, 2015/16 und 2018/19 gewann der Verein den EWHL-Supercup. In der Saison 2007/08 nahmen die Sabres erstmals am Europapokal der Landesmeister teil, konnten aber bislang nicht die Finalrunde erreichen. Beste Erfolge waren das viermalige Erreichen des Semifinales (zuletzt 2014/15). Dieser Bewerb wurde im Jahr 2015 von der IIHF aus finanziellen Gründen eingestellt.
In der Saison 2008/09 traten die Sabres zusammen mit den Vienna Flyers als Spielgemeinschaft Sabres/Flyers United in der EWHL sowie der Staatsmeisterschaft an.
In der Nachwuchsarbeit kooperiert der Verein mit dem HC Okanagan Tigers.
Nach der Saison 2021/22 beendete einer der Hauptsponsoren des Klubs sein Engagement, so dass sich der Verein gezwungen sah, in der Saison 2022/23 komplett vom Spielbetrieb auszusetzen. Zur Saison 2023/24 zog der EHV Sabres nach St. Pölten (Niederösterreich) um, um von den besseren Rahmenbedingungen im Sportzentrum NÖ und Förderbedingungenzu profitieren. Im August wurden die Sabres als eigenständige Abteilung in den SKN St. Pölten integriert.

## Platzierungen
| Saison  | Liga | Platzierung     |
| ------- | ---- | --------------- |
| 1999/00 | ÖSM  | 3. / Halbfinale |
| 2000/01 | ÖSM  | Vizemeister     |
| 2001/02 | ÖSM  | Meister         |
| 2002/03 | ÖSM  | 1./Meister      |
| 2003/04 | ÖSM  | Meister         |
| 2004/05 | EWHL | Sieger          |
| 2004/05 | ÖSM  | Meister         |
| 2005/06 | EWHL | 10.             |
| 2005/06 | ÖSM  | 3. Platz        |
| 2006/07 | EWHL | 5.              |
| 2006/07 | ÖSM  | Meister         |

| Saison  | Liga | Platzierung   |
| ------- | ---- | ------------- |
| 2007/08 | EWHL | 3.            |
| 2007/08 | ÖSM  | Staatsmeister |
| 2008/09 | EWHL | 7.1           |
| 2008/09 | ÖSM  | 2.1           |
| 2009/10 | EWHL | 3.            |
| 2009/10 | ÖSM  | Staatsmeister |
| 2010/11 | EWHL | Sieger        |
| 2010/11 | ÖSM  | Staatsmeister |
| 2011/12 | EWHL | Sieger        |
| 2011/12 | ÖSM  | Staatsmeister |
| 2012/13 | EWHL | 2.            |
| 2012/13 | ÖSM  | Staatsmeister |
| 2013/14 | EWHL | 3.            |
| 2013/14 | ÖSM  | Staatsmeister |
| 2014/15 | EWHL | Sieger        |
| 2014/15 | ÖSM  | Staatsmeister |

1 Anm.: als SG Sabres/Flyers United